# 養護
養護（ようご）とは、「養育」し、「保護」すること。英語では、nursing、もしくはcareに相当する日本語。対象者が、日常生活において不都合がないように、また自力で生活ができるように支援、教育することであり、福祉や保育、教育に密着した概念である。福祉、保育といった専門領域により、この支援についても強調される部分が異なる。保育では、「子どもの生命の保持及び情緒の安定を図るため」といった言葉が入り、福祉では保護が強調される。
もともとは、家庭や家族によって未熟な子供が安全かつ健康に育つように世話する（ケアする）ことであったが、今日では社会的なシステムとしての養護の専門機関（たとえば、養護施設、孤児院など）や専門家（養護教諭、保育士、児童福祉司、児童委員、養育里親、母子支援委員、児童自立支援専門員）によって行われることも多い。

## 対象
もともとは幼児、児童を中心に語られたものであるが、社会の変化で、乳幼児、児童・生徒、病弱・虚弱者、障がい者、高齢者までもなかに含めるようになってきた。小学校、中学校、高等学校などでは、児童生徒の養護をつかさどるために、養護教諭が置かれている。また、知的障害、肢体不自由、病弱・身体虚弱の児童・生徒のための学校を養護学校といっていたが、これは2007年から特別支援学校と改称された。